# Hadji Hassane
Hadji Hassane (* 13. November 1997 in Moroni) ist ein komorischer Schwimmer.

## Sport
Hassane qualifizierte sich im Mai 2024 bei den Afrikameisterschaften in Angola für die Teilnahme an den Olympischen Sommerspielen 2024 in Paris. Er trat im Wettkampf über 100 m Freistil und an und belegte dort den 79. Platz.